# City Life (videogioco)
City Life è un videogioco sviluppato dalla Monte Cristo e distribuito dalla Aspyr. È un videogioco di strategia in tempo reale che consente al giocatore di creare una città moderna. Si presenta come un'alternativa a SimCity, introducendo caratteristiche come la grafica in 3D (non presente in SimCity 4, nonostante fosse molto attesa dagli utenti). È infatti il primo videogioco di costruzione di edifici moderni che permette al giocatore di lavorare nel pieno ambiente tridimensionale e di osservare in prima persona i risultati sociali del suo lavoro, consentendogli di zoomare e vedere ogni particolare dell'ambiente.
Inoltre, semplifica gli aspetti più propriamente gestionali ed economici di SimCity, dedicando invece spazio alla vita cittadina (da questo il nome) compresi i rapporti tra i vari ceti urbani (divisi in Operai, Facoltosi, Intellettuali, Elite, Liberali e Stipendiati, poco propensi a mischiarsi fra loro: se entrano in contrasto si prefigurano segni di guerra civile) e i problemi di ordine pubblico.
Fu probabilmente l'uscita di questo gioco a spingere la Electronic Arts, l'anno successivo (2007), a pubblicare SimCity Societies, che introduceva il 3D e molte delle funzionalità osservate in City Life, a costo di abbandonare molte delle caratteristiche tradizionali della serie SimCity della Maxis.